# حلقة دابيفيرين

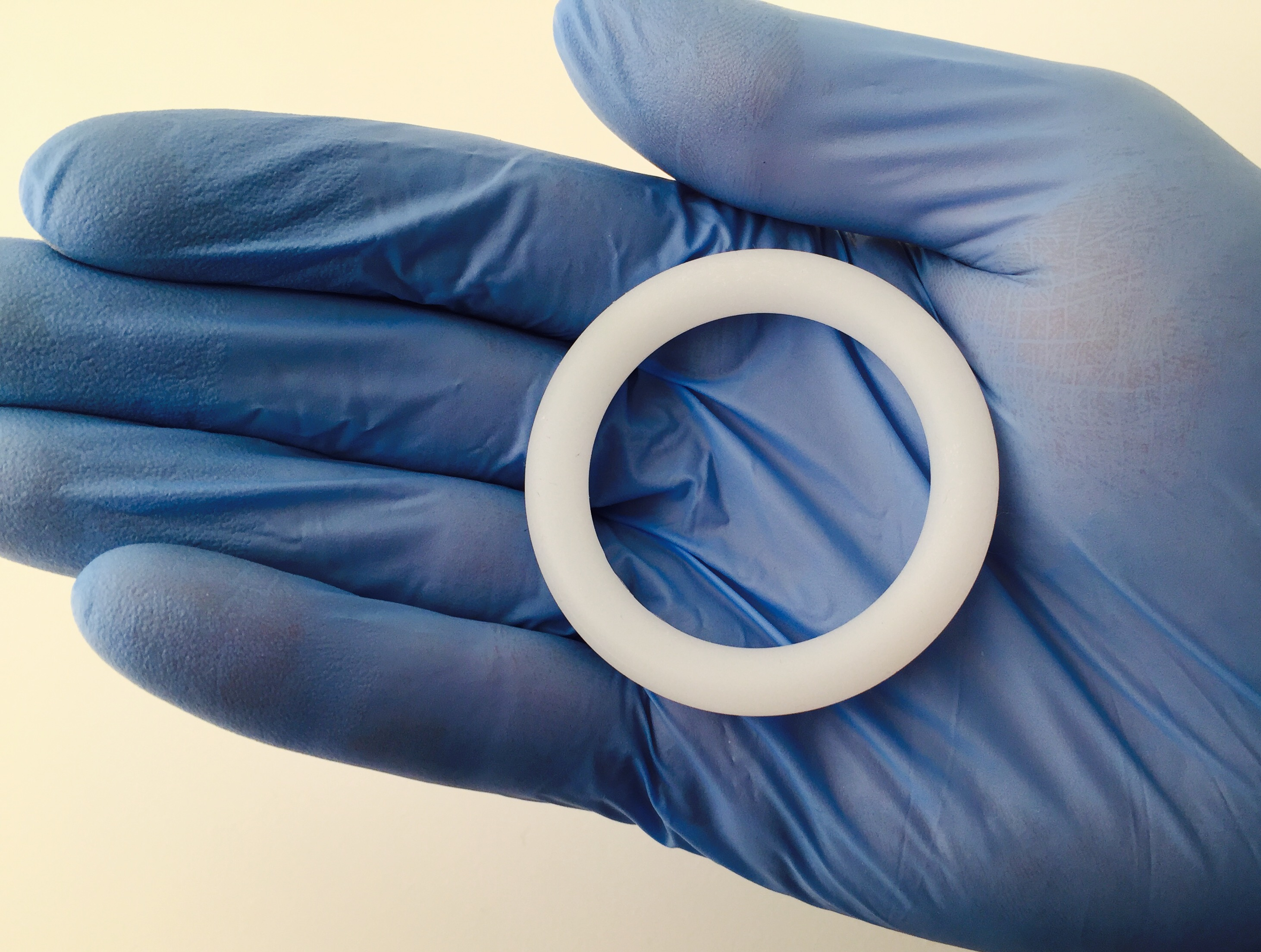
صورة تظهر حلقة سيليكون مماثلة لحلقة دابيفيرين المستخدمة في تجربة ASPIRE.

حلقة دابيفيرين (DPV) هي حلقة مهبلية مضادة للفيروسات القهقرية تم تطويرها من قبل الشراكة الدولية للميكروبيدات (IPM) وهي قيد المراجعة التنظيمية. تم تصميمها لتكون شكلاً طويل الأمد من الوقاية من فيروس نقص المناعة البشرية (HIV) للنساء المعرضات للخطر، خصوصاً في البلدان النامية مثل منطقة جنوب الصحراء الكبرى في إفريقيا. تمتلك IPM حقوق الدواء والجهاز الطبي. تم تطوير أربع حلقات بمختلف أنظمة انتشار الدواء وتكوين البوليمر من قبل IPM. التصميم الأحدث، حلقة-004، هو نظام قائم على مصفوفة من البوليمر السيليكوني قادر على إيصال دابيفيرين داخل المهبل بشكل مستدام.
من عام 2009 إلى 2012، أجرت الشراكة الدولية للميكروبيدات (IPM) تجربتين من المرحلة الأولى وتجربة واحدة من المرحلتين الأولى والثانية لفحص سلامة حلقة دابيفيرين (DPV). أظهرت النتائج أن الجهاز كان محتملاً وآمنًا. في عام 2012، تم إطلاق تجربتين من المرحلة الثالثة بشكل متتابع: دراسة الحلقة وASPIRE. كانت دراسة الحلقة برعاية IPM، بينما كانت ASPIRE برعاية شبكة تجارب الميكروبيدات (MTN). أشارت كلتا الدراستين إلى فعالية الحلقة في تقليل خطر انتقال فيروس نقص المناعة البشرية (HIV). في يوليو 2016، تم إطلاق دراستين مفتوحتين، DREAM وHOPE، بعد النجاح الذي تحقق في دراسات المرحلة الثالثة. تم تقديم حلقات DPV للمشاركات في التجارب السابقة للمرحلة الثالثة لمدة عام كامل. انتهت دراسة HOPE في أكتوبر 2018، بينما انتهت DREAM في يناير 2019. في عام 2019، تم نشر نتائج كلا الدراستين والتي أشارت إلى فعالية تصل إلى 54%.
أوصت منظمة الصحة العالمية اليوم بأن يتم تقديم الحلقة المهبلية المحتوية على دابيفيرين كخيار إضافي للوقاية للنساء المعرضات لخطر كبير للإصابة بفيروس نقص المناعة البشرية.
خطر مقاومة فيروس نقص المناعة البشرية لدابيفيرين، وتأثير الحلقة السلبي على العلاقات الحميمية، والشائعات غير الدقيقة المحيطة بالجهاز هي عوائق محتملة تحد من التنفيذ الشامل لهذه التقنية. حاليًا، تقوم الشراكة الدولية للميكروبيدات (IPM) بتطوير حلقات بديلة طويلة المفعول بوظائف مشابهة لحلقة دابيفيرين.

## تصميم المنتج
حلقة دابيفيرين (DPV) هي أداة ميكروبيدية سرية لمكافحة فيروس نقص المناعة البشرية تم تطويرها من قبل الشراكة الدولية للميكروبيدات (IPM) لاستهداف الفئات النسائية المعرضة للخطر. في عام 2018، واجهت جنوب إفريقيا انتشارًا عاليًا لفيروس نقص المناعة البشرية بين البالغين بنسبة 20.4%، حيث يعيش 7.7 مليون شخص مع الفيروس، وأكثر من 60% منهم من النساء. تهدف IPM إلى تخفيف التأثير غير المتناسب لفيروس نقص المناعة البشرية على النساء في جنوب إفريقيا من خلال توفير الحلقة.

رسم تخطيطي يوضح آليات عمل الأدوية المضادة للفيروسات القهقرية المختلفة المستخدمة لعلاج فيروس نقص المناعة البشرية. DPV هو نوع من مثبطات النسخ العكسي.

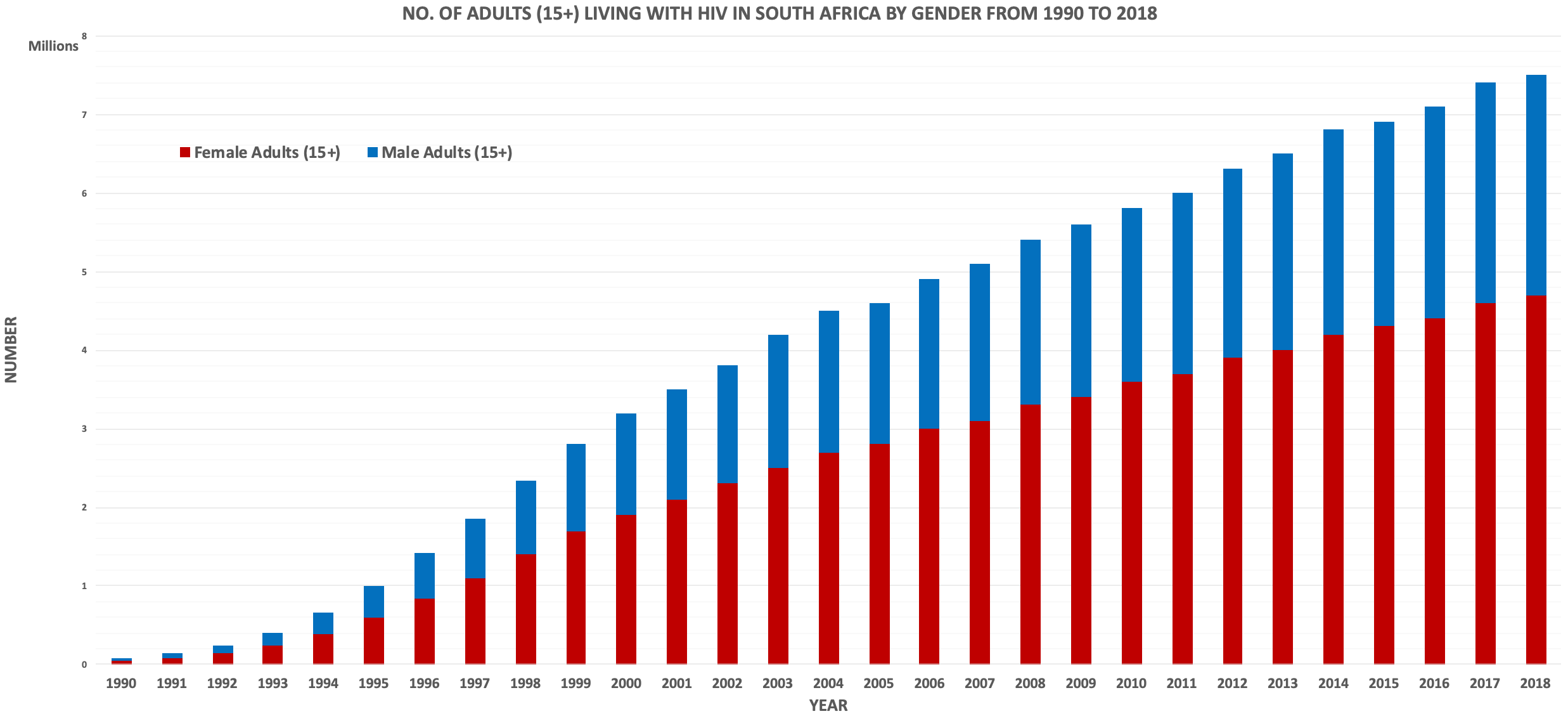
العدد الإجمالي للبالغين المصابين بفيروس نقص المناعة البشرية في جنوب أفريقيا بين عامي 1990 و2018 حسب الجنس.

دابيفيرين (DPV)، وهو مثبط غير نوكليوزيدي لإنزيم النسخ العكسي لفيروس نقص المناعة البشرية من النوع الأول (HIV-1 NNRTI)، يتم إطلاقه ببطء عن طريق الإدارة المحلية داخل المهبل من خلال الحلقة على مدى شهر كامل. يعمل دابيفيرين على الارتباط بإنزيم النسخ العكسي لفيروس نقص المناعة البشرية ومنعه، مما يمنع تكرار جينوم الفيروس داخل الجسم عند التعرض الأولي له. يحتاج استبدال الحلقة إلى الحدوث في نهاية كل شهر بسبب استنفاد مكون الدواء. يُعد الدواء المضاد للفيروسات القهقرية مملوكًا أيضًا من قبل الشراكة الدولية للميكروبيدات (IPM).
الجهاز هو بحجم موحد يناسب جميع الأحجام. يأتي بلون أبيض غير شفاف بقطر خارجي يبلغ 56 مم وقطر مقطع عرضي يبلغ 7.7 مم. يتم تشكيل شكل الحلقة من خلال صب السيليكون المطاطي. تشبه التركيبة البوليمرية والشكل والحجم للحلقة الحلقات المهبلية الهرمونية المتاحة تجاريًا مثل Estring وFemring. توفر تركيبة السيليكون المطاطي توافقًا حيويًا مناسبًا وقوة تحمل للمرتدي. حركة الحلقة داخل المهبل محدودة بواسطة الجدران العضلية للمهبل وعنق الرحم، مما يمنع دخول الجسم إلى الرحم أو أي انزلاق غير مقصود للجهاز.
تم تطوير أربعة نماذج أولية في البداية وتم اختبارها في عدة دراسات سريرية. هناك نظامان لنقل الدواء في هذه النماذج الأولية: نوع الخزان (Ring-001 وRing-002) ونوع المصفوفة (Ring-003 وRing-004). يختلف كلا النظامين في آلية توصيل الدواء وتصميم التركيبة.

### حلقات من نوع الخزان (الحلقة 001 والحلقة 002)
تحتوي الحلقات من نوع الخزان على نوى تحتوي على الدواء داخل السيليكون المطاطي المعالج. تحتوي هذه النوى على مضاد للفيروسات القهقرية يذوب في المكون البوليمري عبر الانتشار. يتم إنشاء تدرج تركيز بين النواة داخل الحلقة والفضاء المهبلي. كما تحتوي الحلقات من نوع الخزان على غلاف خارجي مسامي يعمل كغشاء للتحكم في معدل الإفراج. يسمح كل من تدرج التركيز والغلاف شبه القابل للنفاذ بإطلاق الدواء إلى الفضاء المهبلي، مما يحافظ على معدل ثابت لإطلاق الدواء في موقع الإصابة المحتمل.
تشابهات واختلافات بين النماذج الأولية للحلقات من نوع الخزان موضحة أدناه:
|                             | خاتم-001                                    | خاتم-002                                                           |
| --------------------------- | ------------------------------------------- | ------------------------------------------------------------------ |
| مكون(ات) من قلب خزان الدواء | 200 ملغ من DPV                              | 25 ملغ من DPV و 25 مليجرام من كبريتات الباريوم غير القابلة للذوبان |
| عدد نوى خزانات الأدوية      | واحد                                        | اثنين                                                              |
| نوع مادة الغلاف الخارجي     | إلاستومر السيليكون المعالج                  | إلاستومر السيليكون المعالج                                         |
| جرعة ممتدة المفعول          | إطلاق مُتحكم فيه                             | إطلاق مُتحكم فيه                                                    |
| حركية إطلاق الدواء          | حركية إطلاق الدواء من الدرجة صفر أو شبه صفر | حركية إطلاق الدواء من الدرجة صفر أو شبه صفر                        |

### حلقات من نوع المصفوفة (الحلقة 003 والحلقة 004)
على عكس الحلقات من نوع الخزان، فإن الحلقات من نوع المصفوفة لا تحتوي على نوى مليئة بالدواء أو أغلفة بوليمرية خارجية. بدلاً من ذلك، يتم استخدام توزيع متجانس لدابيفيرين (DPV) في مصفوفة من السيليكون المطاطي المعالج. يتيح هذا النظام الانتشاري الإفراج المستدام للدواء على مدى الوقت. يتميز التأثير الأولي للحلقة من نوع المصفوفة بانفجار قصير للدواء في السوائل المهبلية عند الإدخال العادي للحلقة لتحقيق استجابة علاجية طبيعية. بعد ذلك، يتم الحفاظ على إفراج تدريجي طويل الأمد - ولكن ليس ثابتًا - لدابيفيرين في الأنسجة المهبلية لضمان الجرعة الدوائية الكافية.
تشابهات واختلافات بين النماذج الأولية للحلقات من نوع المصفوفة موضحة أدناه:
|                                                    | خاتم-003                                                         | خاتم-004                             |
| -------------------------------------------------- | ---------------------------------------------------------------- | ------------------------------------ |
| كمية مضادات الفيروسات القهقرية في مصفوفة السيليكون | 25 ملغ من DPV                                                    | 25 ملغ من DPV                        |
| عدد نوى خزانات الأدوية                             | صفر                                                              | صفر                                  |
| وجود غلاف خارجي                                    | لا                                                               | لا                                   |
| تفاعل بلمرة إلاستومر السيليكون                     | تفاعل التكثيف المحفز بالقصدير                                    | تفاعل التحلل المائي المحفز بالبلاتين |
| وجود روابط متقاطعة                                 | نعم                                                              | نعم                                  |
| وجود منتج ثانوي من البلمرة                         | نعم (يتم إنتاج البروبانول المتطاير الذي يؤثر على استقرار الحلقة) | لا                                   |
| جرعة ممتدة المفعول                                 | إطلاق مستمر                                                      | إطلاق مستمر                          |
| حركية إطلاق الدواء                                 | حركية إطلاق الدواء من الدرجة الأولى                              | حركية إطلاق الدواء من الدرجة الأولى  |

## التجارب السريرية

### المرحلة الأولى
تم اختبار النماذج الأولية Ring-001 وRing-002 وRing-003 في تجارب المرحلة الأولى. أظهرت هذه النماذج سلامتها وقبولها من قبل المستخدمين خلال فترة 4 أسابيع. وقد أثبتت هذه التجارب فعالية محتملة للحلقة في الوقاية من فيروس نقص المناعة البشرية من النوع 1 (HIV-1). على الرغم من ذلك، لم يتم تطوير هذه النماذج بشكل أكبر بسبب الاستقرار المحسن في البوليمر الذي أظهرته الحلقة Ring-004.

### المرحلة الأولى/الثانية
بين عامي 2010 و2011، تم إجراء دراسة للسلامة وقبول التحمل من المرحلة الأولى/الثانية (IPM-015) لحلقة Ring-004 في كينيا ومالاوي وجنوب إفريقيا وتنزانيا. شملت الدراسة عينة من 280 امرأة أفريقية تتراوح أعمارهن بين 18 و40 عامًا. وقد تم الإبلاغ عن أن الجهاز كان آمنًا ومقبولًا جيدًا من قبل المستخدمين طوال فترة الاستخدام المستمرة التي بلغت 12 أسبوعًا. ومع ذلك، تم الإبلاغ عن بعض التأثيرات الجانبية الخفيفة الناتجة عن الحلقة، مثل الاضطرابات الحوضية والإفرازات المهبلية والنزيف بين الدورات الشهرية. فيما يتعلق بقبول الحياة الجنسية، أفادت أكثر من نصف المشاركات بأن حلقة دابيفيرين لم تؤثر على العلاقة الجنسية مع شريكهن الذكري. فقط 1-3% أفادوا بأن شريكهن الذكري شعر بالحَلَقة، مما أدى إلى بعض الشكوك حول الاستمرار في استخدام الحلقة. كما تم الإشارة إلى معدل التزام ذاتي مرتفع جدًا باستخدام الحلقة يوميًا، حيث عبّر 97% عن دعمهم لاستخدامها المستمر إذا ثبتت فعاليتها.

### المرحلة الثالثة
أجرت IPM وMTN دراستين للمرحلة الثالثة بين عامي 2012 و2016 (دراسة الحلقة وبرنامج ASPIRE) لاختبار فعالية وسلامة DPV Ring على المدى الطويل. أجرى ASPIRE (MTN-020) تحقيقًا حول الاستخدام الموسع للجهاز في الوقاية من فيروس نقص المناعة البشرية. وقد شارك في الدراسة أكثر من 2500 امرأة تتراوح أعمارهن بين 18 و45 عامًا في ملاوي وأوغندا وزيمبابوي . وقد أكدت نتائج هذه التجربة انخفاضًا بنسبة 27% في حالات الإصابة الجديدة بفيروس نقص المناعة البشرية بشكل عام وانخفاضًا بنسبة 67% لمن تزيد أعمارهم عن 25 عامًا. وقد أظهر هذا اعتمادًا كبيرًا مرتبطًا بالعمر على كفاءة حلقة المبيدات الميكروبية. وعلاوة على ذلك، أدى الاستخدام الجزئي للأداة إلى انخفاض خطر الإصابة بفيروس نقص المناعة البشرية بين النساء بنسبة 45%.
أجريت دراسة الحلقة (IPM-027) في الفترة من أبريل 2012 إلى ديسمبر 2016، وشارك فيها حوالي 2000 امرأة تتراوح أعمارهن بين 18 و45 عامًا. تحولت إلى دراسة مفتوحة في أوغندا بعد إصدار نتائجها المبكرة في فبراير 2016 بسبب توصية من هيئة مستقلة للسلامة والمراقبة. كشفت شركة MTN في مؤتمر الإيدز الدولي لعام 2016 في شهر يوليو أن المشاركين الذين استخدموا حلقة DPV بشكل منتظم كانوا أقل عرضة للإصابة بفيروس نقص المناعة البشرية بنسبة 56%. ومع ذلك، فإن النساء الأصغر من 21 عامًا أقل عرضة للالتزام بنظام مبيدات الميكروبات المهبلية لفيروس نقص المناعة البشرية.
من عام 2016 إلى عام 2018، تم إطلاق التجارب السريرية المفتوحة للمرحلة الثالثة/IIIb "هوب" (م ت ن-025) و"دريم" (ي ب م-032) للتركيز على سلامة وتحمل الأداة على أساس شهري. شملت هذه التجارب مشاركين من مختلف أنحاء جنوب أفريقيا. قدم مؤتمر بوسطن حول الفيروسات الرجعية والعدوى الانتهازية في عام 2018 نتائج أولية أظهرت فيها الحلقة فعالية عالية بنسبة 54%. إن معدل الإصابة بفيروس نقص المناعة البشرية سنويًا الملحوظ في كل من دراسات هوب ودريم هو 1.9% و1.8% على التوالي. كلا المعدلين أقل بشكل كبير من معدل الإصابة بفيروس نقص المناعة البشرية في حلقة الدواء الوهمي "اسبير" سنويًا (>4 ٪).

## مخاوف

### مقاومة الأدوية
إن النمط الفرعي C من فيروس نقص المناعة البشرية من المجموعة M هو السلالة الأكثر انتشارًا لفيروس نقص المناعة البشرية في منطقة جنوب الصحراء الكبرى في أفريقيا. هناك أدلة على وجود مقاومة متبادلة متكررة لـ DPV بين فيروس نقص المناعة البشرية من النوع الفرعي C من المجموعة M من جنوب إفريقيا الذين يعانون من مقاومة NNRTI من الجيل الأول مثل Nevirapine وEfavirenz . يشير هذا إلى احتمال عدم فعالية DPV.

### التدخل في العلاقات الحميمة

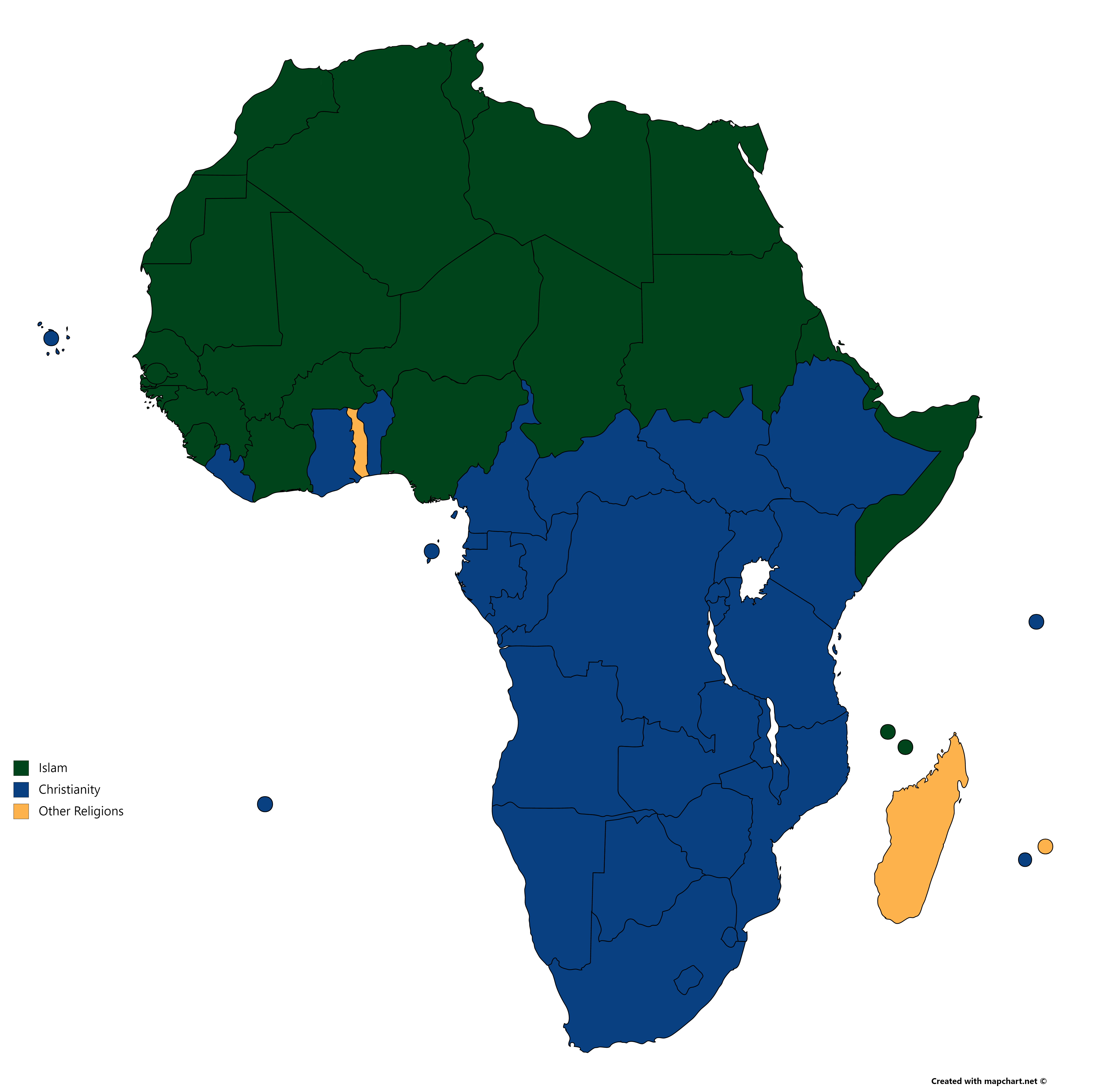
المسيحية هي الديانة الأكثر ممارسة في منطقة جنوب الصحراء الكبرى في أفريقيا.

كانت الخصائص الفيزيائية للحلقة مثل الحجم والصلابة موضوعًا مثيرًا للقلق بين المشاركين. وقد تم اعتبار سهولة الإدراج وعدم التدخل في حياتهم اليومية أمراً ذا أهمية كبيرة بالنسبة لهذه الفئة السكانية. معظم الإناث في الدراسة في علاقة. وقد تم الكشف عن بيانات حول تأثير الجهاز على ديناميكيات العلاقة والخبرة الجنسية بين الأزواج. كان العديد من الشركاء الذين يرتدون الخاتم يشعرون بالقلق لأنهم كانوا خائفين من رد فعل شركائهم تجاه الخاتم أو أنهم قد يشعرون بالخاتم أثناء الجماع. حتى أن البعض أخفوا حقيقة ارتدائهم له وحافظوا على السرية من خلال الامتناع عن ممارسة الجنس أو الامتناع عن بعض الأوضاع الجنسية . لذلك، أثار هذا مناقشات حول التأثير السلبي للخاتم على العلاقات الشخصية ، مما يسبب ضغوطًا نفسية واجتماعية وتجربة جنسية مضطربة.

### الشائعات السلبية
كان انتشار الشائعات السلبية المحيطة بالحلبة منتشرًا بين السكان المحليين أثناء دراسة ASPIRE. وفي عام 2018، كشفت دراسات المتابعة أن الادعاءات البارزة كانت تتعلق بقدرته على التسبب في السرطان والعقم . كانت الإشارات إلى طريقة التحكم في السكان عن طريق نقل الأمراض عبر الحلقة منتشرة على نطاق واسع أيضًا. كان هناك أيضًا خلط واسع النطاق بين الجهاز والسحر أو الشيطانية . ويرجع ذلك إلى القيم والمعتقدات المسيحية التقليدية التي تمارس على نطاق واسع في منطقة جنوب أفريقيا. ينبع الخوف من الأداة الجديدة من حقيقة أنها أداة يتم إعطاؤها عن طريق المهبل، مما أثار ادعاءات حول طبيعتها غير الطبيعية من قبل السكان المحليين. ومن ثم، اضطر المشاركون إلى إزالة الحلقة أو الانسحاب من الدراسة بسبب المخاوف التي أثارتها مجتمعاتهم.

## تطوير بدائل للحلقة المهبلية
منذ عام 2017، كان خيار حلقة DPV لمدة ثلاثة أشهر قيد التجارب السريرية. يخضع عدد من الحلقات المهبلية البديلة التي تصنعها شركة IPM لمزيد من الاختبارات أو تعاني من تأخير في التطوير قبل السريري بسبب عدم كفاية التمويل، بما في ذلك:
- حلقة دابيفيرين لمنع الحمل: حلقة متعددة الأغراض مدتها ثلاثة أشهر تحتوي على دابيفيرين وهرمون ليفونورجيستريل لمنع الحمل.[27][28]
- حلقة DS003-Dapivirine: حلقة مضادة للفيروسات القهقرية مدتها ثلاثة أشهر تحتوي على DPV وDS003.[29]
- حلقة دارونافير: حلقة مضادة للفيروسات القهقرية مدتها شهر واحد تحتوي على دارونافير ودواء مضاد للفيروسات القهقرية ثانٍ.[30]